# Nikolai Fjodorowitsch Sumzow

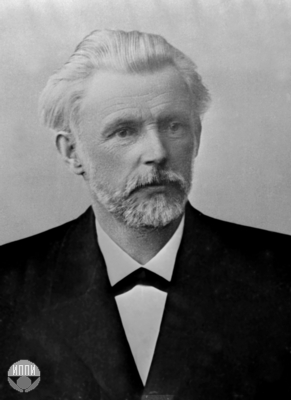
Nikolai Fjodorowitsch Sumzow

Nikolai Fjodorowitsch Sumzow (russisch Николай Фёдорович Сумцов, ukrainisch Микола Федорович Сумцов Mykola Fedorowytsch Sumzow; * 6. Junijul. / 18. Juni 1854greg. in Sankt Petersburg, Russisches Kaiserreich; † 14. September 1922 in Charkiw, Ukrainische SSR) war ein russisch-ukrainischer Folklorist, Ethnograph, Literaturwissenschaftler und eine Persönlichkeit des öffentlichen Lebens.

## Leben
Nikolai Sumzow kam als Nachkomme einer adeligen Kosakenfamilie in Sankt Petersburg zur Welt. 
Nach seiner Geburt zog die Familie ins Gouvernement Charkow und Sumzow besuchte später das Charkiwer Gymnasium Nr. 2, wo er umfangreiche Kenntnisse unter anderem in Geschichte, Philologie, Latein, Geographie der französischen und der deutschen Sprache erlangte. Außerhalb der Schulzeit erlernte er noch die ukrainische Sprache und erwarb Wissen zur ukrainischen Philologie.
Nach seiner Hochschulreife studierte er an der historisch-philologischen Fakultät der Universität Charkiw und promovierte dort 1875.
Anschließend studierte er in Deutschland und lehrte ab 1878 russische Literatur an der Charkiwer Universität, an der er 1881 seine Dissertation verteidigte.
Aufgrund der Anschuldigungen der Ukrainophilie durfte er 1885 seine Doktorarbeit, die der Arbeit von Lasar Baranowytsch (Лазар Баранович) gewidmet war, nicht verteidigen und erhielt den Doktortitel für seine Forschung Brot in Riten und Liedern. Von 1889 an war er ordentlicher Professor der Universität Charkiw und 1906 wurde er dort geehrter Professor für Geschichte der russischen Literatur. Zwischen 1908 und 1916 war er Dekan der Geschichtsphilosophie. Als einer der Gründer der Charkiwer Historisch-Philologischen Gesellschaft war er von 1880 bis 1896 deren Sekretär und stand dieser von 1897 bis 1919 vor.
Zudem war er zwischen 1904 und 1918 Direktor des Ethnographischen Museums der Universität. Er starb 68-jährig in Charkiw.

## Werk
Sumzow befasste sich hauptsächlich mit der Ethnographie, insbesondere der Folklore.
Er veröffentlichte etwa 300 wissenschaftliche und journalistische Studien und Artikel, darunter Monografien und eine Reihe von Artikeln zur Pädagogik.
Als Literaturwissenschaftler veröffentlichte er als Beitrag zu  einer systematischen ukrainischen Literaturgeschichte in den Jahren 1884/85 Artikel zu Iwan Wyschenskyj, Joanykij Haljatowskyj (Йоаникій Галятовський) und Innozenz Giesel. Zwischen 1898 und 1918 publizierte er fünf Artikel zu Taras Schewtschenko, 1897 und 1905 veröffentlichte er Beiträge zu Iwan Kotljarewskyj, 1887, 1892 und 1922 zu Oleksandr Potebnja und 1906 und 1909 zu Oleksandr Oles. Außerdem  schrieb Sumzow jeweils einen Artikel über Iwan Manschura (Іван Іванович Манжура) (1893), Borys Hrintschenko und Iwan Franko (jeweils 1906), Mychajlo Staryzkyj (1908) und Pantelejmon Kulisch (1919).

## Mitgliedschaften
Sumzow wurde 1899 Mitglied der Tschechischen Akademie der Wissenschaften und Künste, 1905 korrespondierendes Mitglied der Russischen Akademie der Wissenschaften, 1908 Vollmitglied der Wissenschaftlichen Gesellschaft Schewtschenko und 1919 wurde er Mitglied der Ukrainischen Akademie der Wissenschaften.

## Ehrungen
Nach ihm wurde das von ihm 1920 als Museum der Sloboda-Ukraine gegründete Charkiwer Historische Museum (Ха́рківський істори́чний музе́й імені Миколи Федоровича Сумцова) benannt.